# Dràcula de Bram Stoker
Dràcula de Bram Stoker (títol original: Bram Stoker's Dracula) és una pel·lícula fantàstica dirigida per Francis Ford Coppola el 1992. És protagonitzada per Winona Ryder al paper de Mina Harker, la dona de Jonathan Harker (Keanu Reeves), i al d'Elizabeta, dona de Vlad Dracul (Gary Oldman), el qual més avant esdevé el comte Dràcula. Richard E. Grant i Anthony Hopkins completen el repartiment en papers secundaris. Com el seu títol indica, és una adaptació de la cèlebre novel·la de Bram Stoker. Aquesta pel·lícula ha estat doblada al català.

## Argument
Transsilvània 1462. El comte Vlad III (Gary Oldman), cavaller romanès, marxa a la guerra contra els turcs deixant darrere d'ell la seva dona Elizabeta (Winona Ryder). Aquesta última posa fi als seus dies quan s'assabenta de la falsa notícia de la mort del seu estimat. Boig per dolor, Vlad Dracul renega de l'Església i declara voler venjar la mort de la seva princesa condemnada amb l'ajuda dels poders foscos, esdevenint així un vampir sota el nom de Dràcula.
Quatre segles més tard, el 1897, Jonathan Harker (Keanu Reeves), un jove clergue de notària és enviat a Transsilvània per tal de decidir la venda de l'Abadia de Carfax a un misteriós comte que no és altre que Dràcula. En el moment de la firma final de la venda, Dràcula descobreix que Mina, la promesa d'Harker s'assembla molt a la seva difunta esposa Elisabeta. Dràcula decideix anar a trobar-la a Londres i es fa transportar pel Demeter en caixes plenes de la seva terra natal. Pel que fa a Harker és presoner de les dones vampirs que li xuclen tota la seva sang, deixant-lo incapaç per escapar-se del castell.
Dràcula arriba a Londres i és transportat fins a l'Abadia de Carfax. Busca llavors una presa en la persona de Lucy (Sadie Frost), la millor amiga de Mina, que transforma a poc a poc en dona vampir. El comte posseeix d'ara endavant una aparença jove i seductora i elabora un estratagema per encantar Minar, el promès de la qual és pres a Transsilvània. La salut de Lucy es va degradant cada vegada més, el seu futur espòs apel·la al Dr. Abraham Van Helsing (Anthony Hopkins), eminent especialista de fets ocults. Durant una transfusió de sang, Van Helsing obté la confirmació del que temia, Lucy és la víctima d'un vampir. A Transsilvània, Harker aconsegueix escapar-se del castell i troba refugi en un convent de religioses. Escriu una carta a Mina en la qual li demana que vingui al més aviat possible. Dràcula està furiós i mata Lucy per tal que esdevingui una de les seves esposes vampirs.
Després del funeral, Van Helsing va fins al celler familiar, on se suposa que es troba Lucy. No és al seu taüt però no triga a tornar amb un nen als seus braços que es prepara a devorar. Horroritzat, el grup la mata enfonsant-li una estaca i decapitant-la. Cremen llavors el seu cos per tal que trobi el descans etern. Els esposos Harker tornen a Londres i troben Van Helsing, Seward, Morris i Arthur per caçar Dràcula. Mina és col·locada segura a l'asil mentre que el grup destrueix les caixes que contenen la terra sagrada de Dràcula. Aquest ret visita a Mina i li revela la seva verdadera naturalesa. Li demana llavors que li doni vida eterna per tal que continuïn estant units. El grup de Van Helsing penetra a la cambra, interrompent Dràcula que aconsegueix escapar-se transformant-se en un grup de rates. Van Helsing es proposa d'hipnotitzar Minar per tal que reveli els projectes del comte. És així com s'assabenten que torna a Transsilvània. Van Helsing i els altres prenen el tren per interceptar Dràcula abans que arribi al seu castell per vaixell però aquest sap amb antelació la seva destinació, ja que pot llegir a l'esperit de Mina. Van Helsing pren Mina amb ella i el porta al castell de Dràcula. Els altres es llancen a la persecució de la calessa que conté Dràcula.
La nit cau i Mina comença a transformar-se en vampir per la proximitat de les dones vampirs de Dràcula. Intenta seduir Van Helsing però aquest li posa una hòstia sobre el front, avortant momentàniament la transformació. Van Helsing crea un cercle de foc al voltant d'ells per tal que els vampirs no s'acostin més. Al matí, s'infiltra en el celler i els decapita. Més tard, el sol es pon i la comitiva de Dràcula arriba.
Comunica mentalment amb Mina i li demana que invoqui una tempesta per tal de retardar els caçadors. Dràcula surt del seu cau, Harker li talla el coll i Morris l'apunyala a ple cor amb un ganivet Bowie. El comte mor i Mina el porta dins del castell.
L'escena final es desenvolupa a la capella on havia renegat de l'Església el 1462. Déu sembla perdonar-lo, les espelmes s'encenen, la creu que havia enfonsat és reparada i Mina és salvada. Troba la seva aparença juvenil i demana a Mina de donar-li la pau. El mata i el decapita.

## Comentaris
La pel·lícula de Francis Ford Coppola prova de tornar a les fonts de la llegenda de Dràcula. El seu guió és fidel a l'obra escrita per Bram Stoker i s'allunya dels tòpics de les versions cinematogràfiques precedents. Per contra, una de les seves originalitats respecte al llibre ha estat la introducció d'un cert erotisme que va ser criticat en el moment de la sortida de la pel·lícula.

## Repartiment
- Winona Ryder: Mina Harker / Elizabeta
- Gary Oldman: El comte Vlad III / Dràcula
- Keanu Reeves: Jonathan Harker
- Anthony Hopkins: Abraham Van Helsing
- Richard E. Grant: Dr. Jack Seward
- Sadie Frost: Lucy Westerna
- Cary Elwes: Lord Arthur Holmwood
- Billy Campbell: Quincey P. Morris
- Monica Bellucci, Michaela Bercu, Florina Kendrick: concubines de Dràcula
- Tom Waits: R.M. Renfield

## Al voltant de la pel·lícula
- El guió estava originalment destinat a ser un telefilm. Winona Ryder va ser qui el va presentar a Francis Ford Coppola i aquest va decidir fer-ne una pel·lícula.[4]
- Francis Ford Coppola va decidir des del començament de no servir-se d'un ordinador per realitzar els efectes especials de la pel·lícula.[4]
- No hi ha història d'amor al llibre de Bram Stoker. En canvi, el suïcidi d'Elisabeta, al començament de la pel·lícula, es basa en una història verdadera. Quan el príncep Vlad III havia marxat a la guerra, agents turcs van tirar una fletxa al seu castell per anunciar la falsa notícia de la seva mort. En aquest sentit, segons Coppola, la pel·lícula és més fidel a la realitat històrica que la novel·la.
- A més del doctor Van Helsing, Anthony Hopkins fa el paper del sacerdot que anuncia a Dràcula que a causa del seu suïcidi l'ànima d'Elisabeta és ara condemnada.[4]
- L'escena on Lucy (Sadie Frost) torna al seu taüt a la cripta subterrània ha estat girada a l'inrevés.
- La noia que interpreta el paper de la nena portada per Lucy a la cripta tenia verdaderament por de Sadie Frost quan la seqüència va ser rodada. No s'esperava fer altres preses i va caldre que Coppola i l'actriu fessin servir tota la seva diplomàcia per convèncer-la de tornar.[4]
- Abans del començament del rodatge Francis Ford Coppola va fer llegir en veu alta la novel·la de Bram Stoker als actors per impregnar-los de la història.
- El paper del professor Van Helsing era inicialment previst per a Liam Neeson mentre que el de Sadie Frost havia de ser interpretat per Juliette Lewis.
- El pentinat de Gary Oldman va ser modificat de manera que es pogués assemblar el més possible al príncep Vlad III.
- Un dels vestits de Dràcula va ser inspirat en una pintura de Gustav Klimt titulada El Petó.
- La Columbia va insistir perquè tot el rodatge tingués lloc a Los Angeles i no a Londres o a Transylvània per evitar que el pressupost s'enfilés massa.
- El rodatge va tenir lloc des del 14 d'octubre del 1991 al 31 de gener del 1992.
- El retrat del Comte Dràcula que es pot veure enganxat sobre un mur del castell és en realitat l'autoretrat d'Albrecht Dürer però amb la cara de Gary Oldman.[4]

## Premis i nominacions

### Premis
- 1993 Oscar al millor vestuari per Eiko Ishioka[5]
- Oscar als millors efectes visuals per Tom C. McCarthy i David E. Stone
- Oscar al millor maquillatge per Greg Cannom, Michèle Burke i Matthew W. Mungle
- 1994 Fotogramas de Plata a la millor pel·lícula estrangera.

### Nominacions
- Oscar a la millor direcció artística per Thomas E. Sanders i Garrett Lewis

## Banda original
1. Dracula - The Beginning – 6:42
2. Vampire Hunters – 3:06
3. Mina's Photo – 1:25
4. Lucy's Party – 2:57
5. The Brides – 4:56
6. The Storm – 5:04
7. Love Remembered – 4:10
8. The Hunt Builds – 3:26
9. The Hunters Prelude – 1:29
10. The Green Mist – 0:54
11. Mina/Dracula – 4:47
12. The Ring Of Fire – 1:51
13. Love Eternal – 2:23
14. Ascension – 0:50
15. End Credits – 6:42
16. Love Song For A Vampire – 4:22